# Língua canúri
O canúri é um dialecto contínuo falado por aproximadamente quatro milhões de pessoas na Nigéria, no Níger, no Chade e nos Camarões, bem como por pequenas minorias no sul da Líbia e por uma diáspora no Sudão. Pertence ao sub-filo saariano ocidental das línguas nilóticas.

## Geografia
O canúri é uma língua associada com os Impérios de Canem e Bornu, que dominaram a região do lago Chade durante mil anos. É hoje falada principalmente nas terras baixas na bacia do Lago Chade com falantes nos Camarões, Chade, Níger, Nigéria e Sudão. Foi uma língua franca tradicional, mas recentemente seu uso vem decaindo.
A maioria dos que a têm primeira língua hoje falam também o hauçá ou o Árabe. É utilizada em escolas primárias na Nigéria e no Níger, sendo possível seu estudo em nível PhD.

## Dialetos
Ethnologue divide o canúri nas seguintes línguas, enquanto que alguns linguistas (Ex. Cyffer 1998) as veem como dialetos de uma única língua:
- Canúri Central
- Canúri Manga
- Canúri Tumari
- Língua canembu

SIL considera canúri uma "Macrolíngua ISO 639" que agrupa as três primeiras, sendo canembu outra língua.

## Escrita
Canúri foi sendo escrito nas escritas Ajami e árabe até o século XVII, especialmente em contextos de justiça e religiosos , desde os últimos quatrocentos anos. Mais recentemente vem sendo escrita no alfabeto latino numa versão padronizada com base no dialeto Maiduguri. A atual ortografia foi desenvolvida no início dos anos 70 e implementada em 1975 em Maiduguri, Nigéria.

### Alfabeto
A "Ortografia Canúri Padrão na Nigéria" foi desenvolvida pela "Unidade de Pesquisa Canúri" e pelo “Kanuri Language Board’’ sob comando do Vizir Aba Sadique de Bornu.
Letras utilizadas : a b c d e ǝ f g h i j k l m n ny o p r ɍ s sh t u w y z. Observa-se ausência das letras latinas Q, W e X.

### Fonologia
O canúri apresenta três tons: alto, baixo, decrescente. Apresenta um extenso sistema de enfraquecimento de consoantes - exemplo:, sa- "eles" + -buna "comeram" > za-wuna "eles comeram".

## Gramática
A sequência básica de palavras na sentenças canúri é Sujeito-Objeto-Verbo. Não é tipologicamente usual a existência simultânea de post-posições com modificadores post-nominais. Exemplo: "Bintu's pot" poderia ser expressa como nje Bintu-be, "pot Bintu-of".